# JustWatch (app)
JustWatch és una aplicació mòbil que proporciona informació de la disponibilitat d'un contingut audiovisual en les diferents plataformes de reproducció en línia legals com ara: Netflix, HBO, Amazon Prime Video, Filmin, Apple TV, Mubi, entre d'altres.
Mitjançant l'ús de l'aplicació, l'usuari pot conèixer en quina plataforma digital pot trobar la pel·lícula, sèrie o documental desitjat. L'aplicació proporciona diferents filtres a l'hora de cercar, per exemple: segons el gènere, la tipologia, la data de publicació o la popularitat. També existeix l'opció de crear llistats en els quals pots afegir aquests continguts.
L'aplicació està disponible en dispositius Android, IOS i compta amb una pàgina web.

## Història
El fundador de l'aplicació, David Croyé, havia estat CMO (director de màrqueting) de Bonial i Retales, tenint un gran impacte en el creixement i desenvolupament de les dues empreses abans de dimitir amb l'objectiu de crear-ne una de pròpia basada en el contingut multimèdia, és a dir JustWatch.
L'aplicació va començar a ser desenvolupada l'any 2014, però no va ser llançada fins al febrer de l'any 2015.

### Cofundadors
Tots els cofundadors de l'aplicació que van treballar per la seva creació a finals del 2014 van abandonar distingits treballs directius dins la indústria de la innovació tecnològica, a Berlín, per tal de formar part de la següent generació de noves empreses.
En l'article adjunt, el director Croyé expressa com se sentien aquestes persones durant la creació de la plataforma: "Tots teníem la sensació que havíem jugat als millors equips de la Bundesliga alemanya, fins i tot tenint un paper fonamental en la victòria de la temporada, però ara estàvem preparats per passar a la Lliga de Campions."
- Cristoph Hoyer
- Kevin Hiller
- Dominik Raute
- Ingke Purrmann
- Michael Wilken

## Contingut que proporciona l'aplicació
En seleccionar qualsevol títol disponible, l'app mostra una informació resumida a l'usuari.
| Element de la fitxa d'una pel·lícula                                       | Descripció |
| -------------------------------------------------------------------------- | --- |
| Títol                                                                      | Títol del film. |
| Títol original                                                             | Títol amb l'idioma original de la pel·lícula. |
| Data                                                                       | Any en què la pel·lícula va ser realitzada i portada a la gran pantalla. |
| Valoració de l'usuari                                                      | Opció de valorar el film amb dues opcions: valoració positiva (dit amunt) o valoració negativa (dit avall). |
| Opció d'afegir a la llista (Watchlist)                                     | Opció de guardar la pel·lícula a un llistat amb el contingut pendent de veure o guardar per l'usuari a l'apartat Watchlist. |
| Marcar com a vista                                                         | Opció de marcar una pel·lícula com a ja visionada. El servidor utilitzarà la informació per recomanar contingut semblant a l'usuari. |
| Plataforma on està disponible                                              | Informa l'usuari sobre a quina plataforma legal es pot visionar el film. Conté tres apartats diferents: Stream, Rent (llogar) i Buy (comprar); en els dos últims casos s'indica el preu. Aquesta mateixa secció mostra la qualitat de vídeo màxima que està disponible, podent també ser aquest factor un filtre [4K, SD, HD]. |
| Valoració d'experts                                                        | Valoració general del film a través de dues puntuacions: una primera proporcionada amb les mateixes estadístiques de JustWatch (amb un percentatge), i una segona amb informació extreta des d'Internet Movie Database (escala de 1-10).                                                                                       |
| Gèneres                                                                    | Gènere o gèneres cinematogràfic/s als quals pertany el film. |
| Duració                                                                    | Duració del film en notació d'hora i minuts. |
| Classificació per edat                                                     | Mitjana d'edat i recomanació de maduresa per a la visualització de la pel·lícula. |
| Director/a                                                                 | Nom de la persona que hagi dirigit el film. |
| Repartiment                                                                | Grup d'actrius i actors principals que han treballat en la producció. Apareix el nom del personatge i el nom de l'actor o actriu. |
| Sinopsi                                                                    | Breu resum de la pel·lícula en aspectes generals, sense revelar la trama. |
| Altres continguts relacionats (People who liked [nom del film] also liked) | Altres continguts audiovisuals que l'aplicació recomana a l'usuari basant-se en la relació i similitud entre pel·lícules. S'observa la portada d'aquests altres films que poden interessar a l'usuari ja sigui per temàtica, director/a, repartiment, entre d'altres.                                                          |
| Caràtula                                                                   | Imatge de la portada del film. |

## Proveïdors a Espanya
| Proveïdors de reproducció en línia de l'app a Espanya |
| ----------------------------------------------------- |
| Netflix                                               |
| Amazon Prime Video                                    |
| HBO                                                   |
| Disney+                                               |
| Fubo                                                  |
| Apple TV                                              |
| Apple TV+                                             |
| Filmin                                                |
| Filmin Plus                                           |
| Movistar Plus                                         |
| Rakuten TV                                            |
| Atresplayer                                           |
| Google Play                                           |
| Microsoft Store                                       |
| Mubi                                                  |
| GuideDoc                                              |
| Youtube Premium                                       |
| FlixOlé                                               |
| Crunchyroll                                           |
| Curiosity Stream                                      |
| Mitele                                                |
| VIX                                                   |
| DOCSVILLE                                             |
| CGood TV                                              |
| Spamflix                                              |

## Regions disponibles
Actualment, el servei està disponible per a 38 països diferents, tenint oficines a Berlín, Londres i Los Angeles.
Nord Amèrica
- Canadà
- Mèxic
- USA

Sud Amèrica
- Argentina
- Brasil
- Xile
- Colòmbia
- Equador
- Perú
- Veneçuela

Europa
- Àustria
- Bèlgica
- República Txeca
- Dinamarca
- Estònia
- Finlàndia
- França
- Alemanya
- Grècia
- Hongria
- Irlanda
- Itàlia
- Letònia
- Lituània
- Països Baixos
- Noruega
- Polònia
- Portugal
- Romania
- Rússia
- Espanya
- Suècia
- Suïssa
- Regne Unit

Àsia
- Índia
- Indonèsia
- Japó
- Malàisia
- Filipines
- Singapur
- Corea del sud
- Tailàndia
- Turquia

Àfrica
- Sud Àfrica

Pacífic
- Austràlia
- Nova Zelanda

## Principals clients
- Sony Pictures
- Paramount Pictures
- 20th Century Studios
- Universal Studios
- FilmAffinity[4]

## Premsa
Diferents mitjans de comunicació han fet referència a aquesta plataforma.
La Vanguardia: "[…] entrar en Just Watch y buscar un título en concreto te puede ahorrar horas de vida [...]"
El País: "Lo hicimos por la gran demanda; más de 20.000 intentos de descarga desde una dirección localizada en España nos parecía suficiente como para dar el paso."
El economista: "JustWatch, el buscador para encontrar dónde ver una película o serie."
Gründerszene: "El mercat de streaming es fa cada vegada més confús i la start-up berlinesa Justwatch promet ajuda."
Produ: "JustWatch es una aplicación que reúne las más populares plataformas OTT y VOD de series y películas a nivel global [...]"
Yahoo!: "[…] la aplicación JustWatch se ha consolidado como una alternativa sencilla y eficaz para elegir qué contenidos ver."